# Кайляри
Кайляри (на гръцки: Πτολεμαϊδα, Птолемаида, катаревуса: Πτολεμαϊς, Птолемаис, до 1927 година Καϊλάρια, Кайлария, на турски: Kayılar) е град в Северна Гърция, Егейска Македония, център на дем Еордея в област Западна Македония.

## География
Кайляри е разположен на 600 m надморска височина, на 28 km северно от град Кожани (Козани) в центъра на котловината Саръгьол между планините Вич (Вици) от северозапад, Синяк (Синяцико) от югозапад и Каракамен (Вермио) от изток.

## История

### В Османската империя
Кайляри в XIX век е гръцко градче в Османската империя. С разширяването на Саръгьолското блато, центърът на казата Джума запада и седалището на казата е преместено в Кайляри.
В „Етнография на вилаетите Адрианопол, Монастир и Салоника“, издадена в Константинопол в 1878 година и отразяваща статистиката на населението от 1873 година, Кайляри е посочен като селище в Каза Джумали с 200 домакинства и 450 жители мюсюлмани.
В 1889 година Стефан Веркович („Топографическо-этнографическій очеркъ Македоніи“) пише за Кайляри:
| „ | Център на кааза Джумали е градчето Кайляр, разделено на две махали – горна и долна. В горната живеят само мюсюлмани, а в долната живеят и няколко християнски семейства дюкянджии, собственици на пекарни и ханове. В долната махала са и представителите на властта – мюдюр и кадия. В градчето има 3 джамии, 1 училище, 4 – 5 хана и 3 чешми с лоша вода. В средите става пазар. В градчето има 50 мохамедански и 5 цигано-християнски къщи. 130 нуфузи. Данъкът им е 1380 пиастри... Жителите се занимават със земеделие и скотовъдство с изключение на няколко семейства, собственици на чифлици. | “ |

Към 1900 година Кайляри е чисто турски град с 3000 жители (Васил Кънчов, „Македония. Етнография и статистика“).
На Етнографската карта на Битолския вилает на Картографския институт в София от 1901 година Кайляри е чисто гръцки град, център на каза на Серфидженския санджак с 430 къщи.
Според статистика на Серфидженския санджак на гръцкото консулство в Еласона от 1904 година в Кайляр (Καϊλάρ) живеят 4000 турци.
При избухването на Балканската война в 1912 година един човек от Кайляри е доброволец в Македоно-одринското опълчение.

### В Гърция
През войната градът е окупиран от гръцки части и остава в Гърция след Междусъюзническата война. Населението на градчето се увеличава от приток на гръцка администрация и бежанско турско население, търсещо сигурност в града по време на Балканската война. Боривое Милоевич пише в 1921 година („Южна Македония“), че Каялар (Кајалар) има 1500 къщи турци.
Турското му население се изселва след Лозанския мир в 1923 година и на негово място са заселени понтийски гърци, бежанци от Мала Азия, както и хора с български етнически произход от околните села. В 1927 година градът е прекръстен на името на пълководеца на Александър Македонски Птолемей I Сотер. В 1928 година градът е със смесено местно-бежанско население с 1373 бежански семейства и 5818 жители бежанци.
В документ на гръцките училищни власти от 1 декември 1941 година се посочва, че в Кайляри живеят 1000 жители, бежанци от Мала Азия и Понт, както и местно население, дошло от Влашка Блаца, Клисура и други райони на Западна Македония.<
След Гражданската война в Гърция (1946 - 1949), поради откриването на големи находища на въглища, тук са изградени големи топлоелектрически централи.
| Име          | Име          | Ново име        | Ново име         | Описание                                        |
| ------------ | ------------ | --------------- | ---------------- | ----------------------------------------------- |
| Курналар     | Κουρανλάρ    | Пендаврисос     | Πεντάβρυσος      | Местност на ЮИ от Кайляри                       |
| Хаджибей     | Χατζήμπεη    | Стратионес      | Στρατώνες        | местност на ЮЗ от Кайляри и на СИ от Сълпово    |
| Курия        | Κουρί        | Алос            | Άλσος            | местност на СЗ от Кайляри                       |
| Гьола        | Γκιόλα       | Дексамени       | Δεξαμενή         | местност на С от Кайляри и на ЮЗ от Биралци     |
| Баири        | Μπαΐρια      | Ипсомата        | Ύψώματα          | местност на ЗСЗ от Кайляри                      |
| Романаилти   | Ρωμαναΐλτι   | Периохи         | Περιοχή          | местност на СЗ от Кайляри                       |
| Кепца        | Κέπτσα       | Капнохорафа     | Καπνοχώραφα      | местност на СЗ от Кайляри                       |
| Сургьолу     | Σούργιολο    | Агеладодромос   | Άγελαδόδρομος    |                                                 |
| Караагач     | Καραγάτς     | Оросима         | Ορόσημα          | местност на СИ от Кайляри и на Ю от Биралци     |
| Девриолу     | Ντεβριολού   | Дромос Анарахис | Δρόμος Άναρράχης | местност на З от Кайляри и на СИ от Дебрец      |
| Кайлар Оваси | Καϊλάρ Όβάσι | Камбос          | Κάμπος           | местност на ЮЗ от Кайляри и на СИ от Дебрец     |
| Панделези    | Παντελέζι    | Агонон          | Άγονον           | местност на ИЮИ от Кайляри и на ССИ от Дурутово |

| Година    | 1913 | 1920 | 1928 | 1940 | 1951 | 1961  | 1971  | 1981  | 1991  | 2001  | 2011  | 2021  |
| --------- | ---- | ---- | ---- | ---- | ---- | ----- | ----- | ----- | ----- | ----- | ----- | ----- |
| Население | 5554 | 7103 | 6442 | 7719 | 8816 | 12747 | 16588 | 22109 | 25125 | 28942 | 32127 | 31575 |

## Побратимени градове
- Енкоми
- Мост

## Личности
От Кайляри са политиците Темистоклис Мумулидис (р. 1957), Димитриос Димитриадис (р. 1961) и Рахил Макри (р. 1973).